# Saïd Marzouk
Pour les articles homonymes, voir Marzouk.
Saïd Marzouk (arabe : سعيد مرزوق), né le 26 octobre 1940 et mort le 13 septembre 2014, est un réalisateur et scénariste égyptien.
Trois de ses films sont inclus dans la liste des 100 meilleurs films égyptiens : Ma femme et le chien (ar) (1971), Je demande une solution (1974) et Les Coupables (ar) (1975). 

## Filmographie

### Réalisateur
- 1971 : Ma femme et le chien (ar) (Zawgati wa el kalb)
- 1972 : La Peur (ar) (Al Khawf)
- 1974 : Je demande une solution (Ouridou hallan)
- 1975 : Les Coupables (ar) (Al Moudhniboun)
- 1988 : Jours de terreur (ar) (Ayyam al roub)
- 1989 : Les Violeurs (ar) (Al Moughtasiboun)